# アルブレヒト・アダム
アルブレヒト・アダム（Albrecht Adam、1786年4月16日 - 1862年8月28日）はドイツの画家である。ナポレオン戦争の戦争画などを描いたことで知られる。

## 略歴
バイエルンのネルトリンゲンにパティシエの息子に生まれた。絵を描くのが好きで、パティシエの見習いをしていた1800年にはフランス革命のモロー将軍の軍隊の絵を描いていたとされる。パティシエの修行で1803年にニュルンベルクに移り、そこの美術学校に入学した。アウクスブルクの歴史画家ルゲンダス(Johann Lorenz Rugendas)の影響を受けて戦争画を描いた。1809年に従軍画家として、フランスとバイエルン公国の軍のウィーン攻略作戦に参加した。ナポレオンの養子でヴェネツィア公であったウジェーヌ・ド・ボアルネに気に入られ宮廷画家として招かれた。その後もフランスの同盟軍のために働いて、ウジェーヌ・ド・ボアルネがイタリア副王を放棄した後、1815年にミュンヘンに戻った。
1827年から1833年の間に、120枚にもなる版画を製作、出版し、ミュンヘンの王宮にモスクワの戦いを描いた作品を製作した。1848年からイタリアの独立運動の鎮圧に向かったラデツキー将軍の軍隊に同行し、ノヴァーラの戦いなどの描いた作品を製作した。
ミュンヘンで亡くなった。
4人の息子、ベンノ・アダム(1812-1892)、フランツ・アダム(Franz  Adam:1815–1886)、オイゲン・アダム(Eugen Adam:1817–1880)、ユリウス・アダム(Julius I Adam:1821–1874)も画家や版画家になり、孫のエミール・アダム(Emil Adam:1843-1924)やユリウス・アダム(Julius II Adam:1852–1913)も画家になった。

## 作品

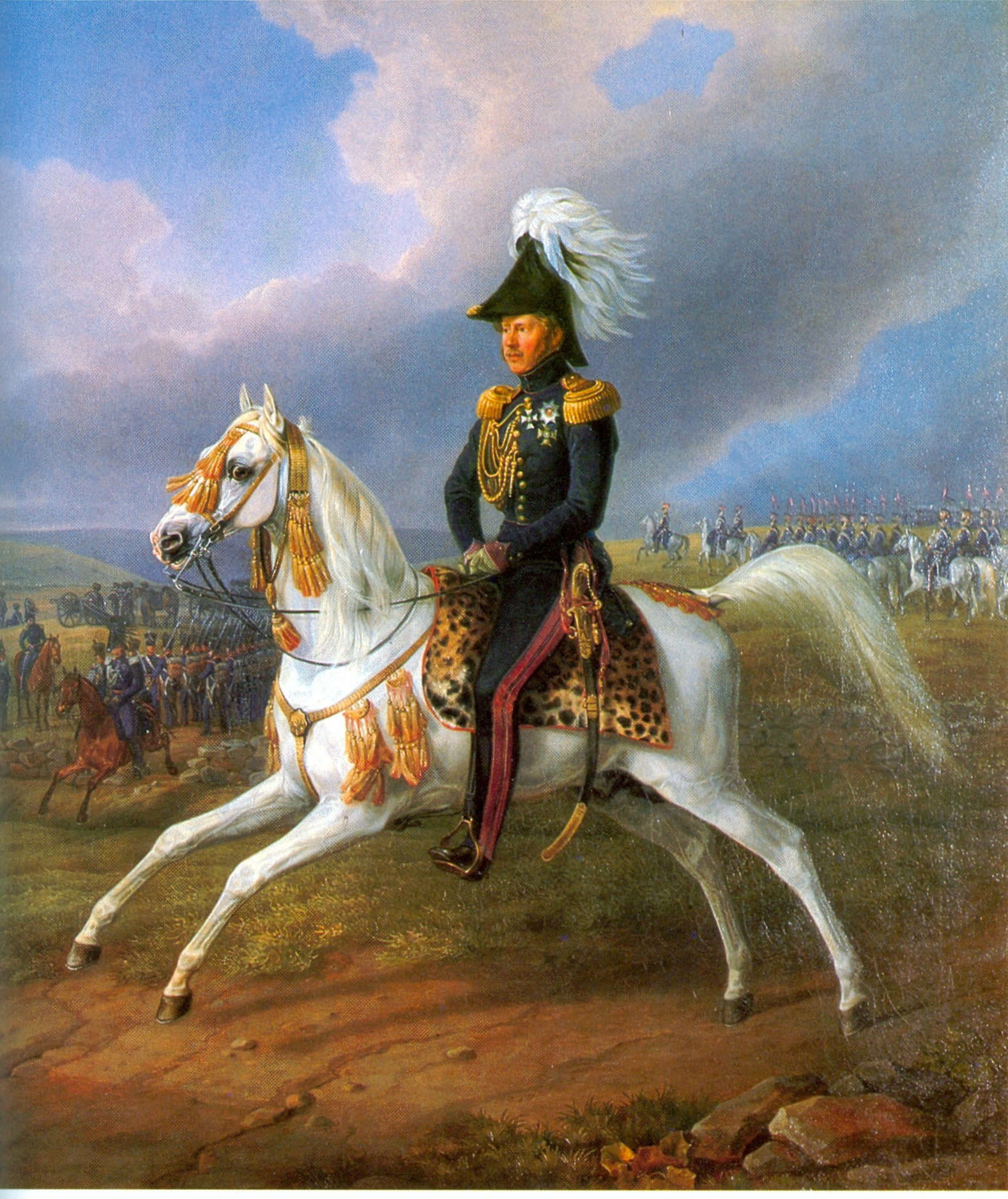
ヴィルヘルム1世 (ヴュルテンベルク王)(1829)
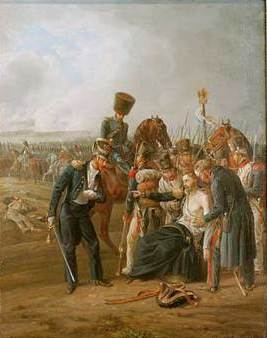
負傷したジャン・ラップ将軍(1826)
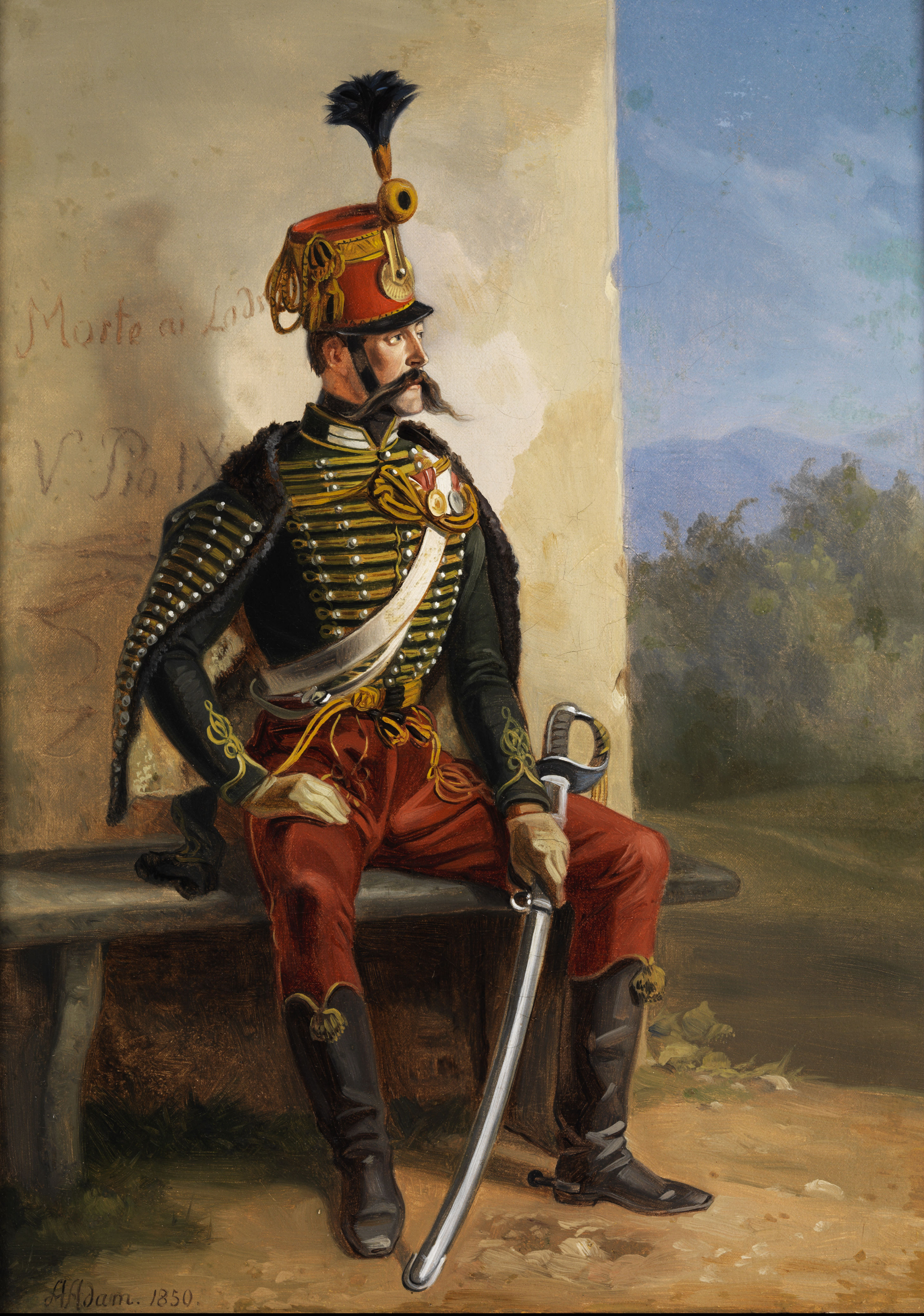
休息中のフランス兵士(1850)